# Diego Luna (amerykański piłkarz)
Diego Ángel Luna (ur. 7 września 2003 w Sunnyvale) – amerykański piłkarz pochodzenia meksykańskiego występujący na pozycji bocznego lub ofensywnego pomocnika, reprezentant Stanów Zjednoczonych, od 2022 roku zawodnik Realu Salt Lake.